# Humberside
Humberside var mellan 1974 och 1996 ett administrativt och ceremoniellt grevskap i England, med Beverley som administrativ huvudort och Kingston upon Hull som största stad. Grevskapet bildades genom att två county boroughs, Kingston upon Hull och Grimsby, slogs ihop med områden från Yorkshire och Lincolnshire, som administrativt hade hört till East Riding of Yorkshire, West Riding of Yorkshire och Lindsey. Det uppkallades efter viken Humber, som delar området i en nordlig (Yorkshire) och en sydlig (Lincolnshire) del. Det var indelat i nio distrikt, nämligen East Yorkshire (North Wolds före 1981), Holderness, Kingston upon Hull, Beverley, Boothferry, Scunthorpe, Glanford, Great Grimsby (Grimsby före 1979) och Cleethorpes. När grevskapet upplöstes bildades fyra enhetskommuner (unitary authorities): Kingston upon Hull, East Riding of Yorkshire (East Yorkshire, Holderness, Beverley och norra delen av Boothferry), North Lincolnshire (Scunthorpe, Glanford och södra delen av Boothferry) och North East Lincolnshire (Great Grimsby och Cleethorpes). För ceremoniella ändamål upprättades ett ceremoniellt grevskap East Riding of Yorkshire som även omfattade Kingston upon Hull, medan de övriga områdena återfördes till Lincolnshire.